# کره آسمان

کره آسمان

نمایش چرخش زمین در یک کره آسمانی - ستارگان (سفید)، دایرةالبروج (قرمز)، نیم‌دایره‌های عمودی (بعد)، دوایر افقی (میل در دستگاه مختصات استوایی.

کره آسمان سپهر آسمانی یا کرهٔ سماوی (به انگلیسی: Celestial sphere)، یک کرهٔ فرضی در فضا است که با زمین هم‌مرکز است و شعاع بسیار بزرگ‌تری دارد. ناظر زمینی می‌تواند جای ستارگان و اجرام آسمانی را روی سطح داخلی آن کرهٔ فرضی تصور کند.
کرهٔ آسمان دارای دستگاه مختصات سماوی متنوعی است و مختصات استوایی میل و بعد روی آن امتداد و مابه‌ازای مختصات طول و عرض جغرافیایی کرهٔ زمین است.
کرهٔ پنداری آسمانی ابزاری کاربردی برای نجوم کروی است و به اخترشناسان این امکان را می‌دهد با استفاده از دستگاه مختصات سماوی با در نظر گرفتن ناشناخته یا نامربوط بودن فاصله اجسام در آسمان، موقعیت‌های ظاهری آنها را مشخص کنند. این خود کاربردهایی همچون پیدا کردن موقعیت اجرام نسبت به یکدیگر، و فاصلهٔ زوایه‌ای آن‌ها را دارد. اما فاصلهٔ عمقی (مختصات عمودی) ستارگان آسمان در این کره لحاظ نمی‌شود و چون اساس آن بر پایهٔ مشاهدات بصری نجوم کروی است، این‌گونه در نظر گرفته می‌شود که گویی همهٔ ستارگان روی سطح داخلی یک کرهٔ شیشه‌ای به نام کرهٔ آسمان چسبیده باشند. در نجوم رصدی با استفاده از هندسه و مثلثات کروی روی این کره محاسبه‌های مربوط به طلوع و غروب اجرام آسمانی امکان‌پذیر می‌گردد. در دستگاه مختصات استوایی استوای سماوی کره آسمانی را به دو نیمه، نیمکره‌های آسمانی شمالی و جنوبی تقسیم می‌کند.